# روبرت أميس
روبرت أميس (بالإنجليزية: Robert Ames)‏ هو ممثل أمريكي، ولد في 23 مارس 1889 في هارتفورد في الولايات المتحدة، وتوفي في 27 نوفمبر 1931 في نيويورك في الولايات المتحدة.

## وصلات خارجية
- روبرت أميس على موقع IMDb (الإنجليزية)
- روبرت أميس على موقع قاعدة بيانات برودواي على الإنترنت (الإنجليزية)
- روبرت أميس على موقع قاعدة بيانات الفيلم (الإنجليزية)